# Obdelava z neposrednim delovanjem energije
OBDELAVA Z NEPOSREDNIM DELOVANJEM ENERGIJE
Pri iskanju postopkov, ki bi na lažji način omogočali obdelavo, ki je z odrezavanjem težko izvedljiva, je bila razvita vrsta postopkov, pri katerih je energija neposredno, brez dodatnega orodja, omogočila odstraniti odvečni material z obdelovanca. Večina teh »novih« postopkov je odprla povsem nove možnosti, med drugim tudi izdelavo najzahtevnejših elementov sodobne elektronike, vendar pa po učinkovitosti (po količini odnešenega materiala v časovni enoti oz. na enoto porabljene moči) močno zaostaja za postopki odrezovanja.
Prednosti postopkov odnašanja brez klina:
•	Možnosti obdelave oblik, ki bi jih drugače težko izdelali,
•	Obdelava z neznatnimi silami, ki omogočajo izdelavo silno tankih predmetov,
•	Pri nekaterih novih postopkih ne nastajajo notranje napetosti zaradi obdelave,
•	Pri nekaterih od teh postopkov ne prihaja do sprememb strukture niti na površini.
Vrste energij, ki jih uporabljamo za odnašanje: 
•	Mehanska
•	Električna
•	Kemična
•	Toplotna
•	Kombinacija več vrst energije
Trije najpomembnejše postopki obdelave materiala z neposrednim delovanjem energije: 
1. Elektroerozijska obdelava
Elektroerozija je odnašanje snovi z električno iskro. Ta obdelava je daleč najbolj pomembna in najbolj razširjena v praksi. Poznamo dve vrsti elektroerozijske obdelave:
— obdelavo z električnim oblokom in
— elektroimpulzno obdelavo ali obdelavo z iskrenjem.
V bistvu gre obakrat za isti električni pojav. Razlika je le v tem, da električni oblok pri dlje časa trajajočem prehodu električnega toka med dvema elektrodama, pri iskrenju pa za kratkotrajne preboje oziroma praznjenja v obliki impulza.
Poseben problem je obraba orodja. Orodje izgubija svojo prvotno obliko, ker se ne obrablja povsod enako.
Pri obdelavi nastali delčki ovirajo nadaljnjo obdelavo. Te skušamo odstraniti iz delovnega področja na dva osnovna načina:
— z nihanjem orodja-elektrode,
— z dodatnim izpiranjem.
Elektroerozija omogoča zelo različne načine obdelave, ki jih navadno poimenujemo po postopkih odrezavanja s podobno obliko orodja:
a) Elektroerozijsko graviranje (ali elektroerozijsko poglabljanje, postopna elekroerozija): Pri tem načinu lahko zelo uspešno izdelujejo kovaške utope, vlečne matrice in matrice za pločevinska preoblikovalna orodja in drugo. Gibanje orodja-elektrode je enako kakor pri vrtanju, razlika je v tem, da s tem postopkom izdelamo globel -gravuro - poljubne oblike, ki pa ne gre skozi obdelovanec.
b) Žična elektroerozija: V praksi je zelo razširjena. Tu je elektroda - orodje tanka žica. Ker se žica pri delu obrablja, se ves čas med delom giblje proti obdelovancu s hitrostjo vc, ki kinematično ustreza glavnemu gibanju pri tračnem žaganju, le da to gibanje pri elektroeroziji ne odnaša materiala, saj je med žico in obdelovancem vmesni prostor, skozi katerega preskakujejo iskre. Neobrabljena, nova žica se odvija s koluta na vstopni strani, navija pa se na drugi kolut na izstopni strani. 
2. Elektrokemična obdelava
Je anodno raztapljanje kovinskega materiala v elektrolitski raztopini zaradi delovanja električnega toka (zunanjega izvora). Kot elektrolit pridejo v poštev raztopine kloridov, nitratov in nitritov. 
Elektrokemično oblikovanje (oblikovno eliziranje) ima vrsto variant:
— elektrokemično grezenje, ki ga delimo v vrtanje prehodnih izvrin in izdelavo gravur,
— elektrokemično struženje, pehanje, frezanje in žaganje,
— elektrokemično odstranjevanje srha in zglajevanje robov,
— elektrokemično izdelavo kontur,
— elektrokemično brušenje,
— elektrokemično honanje,
— elektrokemično lepanje.
Elektrokemična obdelava ima to prednost, da trdota in druge mehanske lastnosti nimajo vpliva na proces obdelave. Obdelovanec se praktično ne segreva, še važneje pa je, da se orodje sploh ne obrablja, ker se topi samo obdelovanec.
Postopek elektrokemične obdelave je ekonomičen tam, kjer je z drugimi načini izdelava nemogoča ali zelo težavna. 
3. Obdelava z žarki
Je odnašanje materiala doseženo z velikimi koncentracijami energije. Močno koncentrirana energija žarka se ob dotiku z obdelovancem spremeni v toploto. Pri tem nastane tako visoka temperatura, da pride skoraj do eksplozijskega uparjanja materiala obdelovanca. Za obdelavo z žarki prihajajo v poštev: 
— elektronski žarki,
— laserski žarki.
Žarki se razlikujejo po tem, kako globoko prodirajo v material. Laserske žarke, ki so svetlobni žarki, vsrkajo kovine že takoj na površini. Elektronski žarki prodrejo v notranjost kovine odvisno od pospeševalne napetosti.
Odnašanje z elektronskimi žarki je odnašanje delcev obdelovanca zaradi toplote, ki se sprošča pri udarjanju snopastega elektronskega žarka ob površino obdelovalnega materiala v vakumu.Postopek odnašanja z laserskimi žarki bazira na odnašanju delcev obdelovanca zaradi toplote, ki nastane pri energetski pretvorbi fotonskega žarčenja. Obdelave ni potrebno vršiti v vakumu.